# Olivia d'Abo
Olivia Jane d'Abo (AFI: [ˈdɑːboʊ]; Londres, 22 de janeiro de 1969) é uma atriz, cantora e compositora americana nascida na Inglaterra, conhecida por sua interpretação das personagens Karen Arnold na série de televisão The Wonder Years (br: Anos Incríveis) e Nicole Wallace, uma vilã recorrente em Law & Order: Criminal Intent.

## Biografia

### Como atriz
A estréia de d'Abo no cinema foi no papel coadjuvante de Princesa Jehnna em Conan the Destroyer (br: Conan, o Destruidor), lançado em junho de 1984. Dois meses mais tarde, interpretou o papel da camponesa Paloma em Bolero.
A partir de 1988, d'Abo passou a integrar o elenco principal da série The Wonder Years (Anos Incríveis, no Brasil), durante suas primeiras quatro temporadas. Sua personagem, Karen Arnold, era a irmã hippie do protagonista, Kevin Arnold. Em 1992 co-estrelou o episódio "True Q", da série Star Trek: The Next Generation, no papel de Amanda Rogers. Como a vilã Nicole Wallace, fez cinco aparições durante um período de seis anos na série policial Law & Order: Criminal Intent. Atualmente interpreta o papel recorrente de Abby Carter, ex-mulher do xerife Jack Carter, na série Eureka, do Sci-Fi Channel.
Teve diversos papeis coadjuvantes em programas de televisão e filmes, como Spirit of '76, de 1990, Greedy, de 1994, The Big Green e The Twilight Zone, de 2002. No teatro, integrou o elenco da produção de 2005 na Broadway de The Odd Couple, com Matthew Broderick e Nathan Lane.
Em obras de animação, dublou as vozes das personagens Star Sapphire e Morgaine le Fey em Justice League (2001) e Justice League Unlimited (2004); Tak em Invader Zim (2001–2002); a mestre jedi Luminara Unduli em Star Wars: The Clone Wars (2008); Carol Ferris em Green Lantern: First Flight (2009) e Sonya Blade em Mortal Kombat: Defenders of the Realm (1996).

### Como cantora
Olivia d'Abo também é uma cantora, compositora, guitarrista e pianista. Também compôs e tocou em diversas trilhas sonoras; seu single "Broken", por exemplo, foi destaque no filme Loving Annabelle.
Seu álbum de estreia, Not TV, contou com as seguintes canções:
- "Undertow"
- "Half Mad and Never Pleased"
- "Revolution"
- "Ne'er Do Well"
- "Medicine Girl"
- "When I Was Bad"
- "Addicted"
- "Wide Open Spaces"
- "Caroline"
- "Catastrophe"

Entre outros projetos musicais dos quais d'Abo participou estão: backing vocals em "Help Yourself", canção de Julian Lennon, um dueto acústico da canção "Livin' on a Prayer", de Bon Jovi, que aparece no CD de sucessos This Left Feels Right, e um dueto com o cantor Seal, "Broken". D'Abo também é co-autora da canção "Love Comes from the Inside", interpretada pela cantora italiana Laura Pausini em seu primeiro álbum em inglês, From the Inside.

### Vida pessoal
Olivia d'Abo nasceu em Londres, Reino Unido, filha de Maggie London, uma modelo e atriz, e Mike d'Abo, cantor e integrante da banda Manfred Mann. Tem três irmãos e uma meia-irmã; juntamente com o irmão mais velho, Ben D'Abo, frequentou o ensino médio nos Estados Unidos, na Los Feliz Hills School (antiga "The Apple School"), em Los Angeles. Posteriormente Olivia frequentou a Pacoima Jr. High School, em Pacoima, Califórnia.
É prima em segundo grau de Maryam d'Abo, atriz conhecida por interpretar Kara Milovy no filme da série James Bond The Living Daylights (br: 007 Marcado para Morrer; pt: 007 - Risco Imediato), de 1987.
Olivia foi casada com o produtor musical e compositor Patrick Leonard, com quem teve um filho, Oliver, nascido em 11 de novembro de 1995. De 1998 a 2001 manteve um relacionamento com o ator Thomas Jane, com quem trabalhou em diversos projetos, incluindo The Velocity of Gary e Jonni Nitro; Jane dirigiu os últimos dois episódios do último, e d'Abo também compôs e interpretou a canção-título.

## Carreira

### Televisão
- Growing Pains (1985, 1986)
- One Big Family (1987)
- Simon & Simon (1988)
- Tour of Duty (1988)
- The Bronx Zoo (1988)
- The Wonder Years (1988–1993)
- Midnight's Child (1992)
- Star Trek: The Next Generation (1992)
- The Single Guy
- Mortal Kombat: Defenders of the Realm como Sonya Blade (voz) (1996)
- Adventures from the Book of Virtues (1998)
- The Wild Thornberries (1998)
- Fantasy Island (1998)
- Batman Beyond (1999)
- Party of Five (1999)
- The Single Guy (1996–1997)
- 3rd Rock from the Sun (2000)
- Spin City (2001)
- Invader Zim (2001–2002)
- The Legend of Tarzan (2001-2003)
- Law & Order: Criminal Intent as Nicole Wallace (5 episódios, 2002–2008)
- Justice League/Justice League Unlimited (voz) (2002–2005)
- The Twilight Zone (2002)
- Alias como Emma Wallace (agente dupla, 2ª temporada, 14º episódio, 2003)
- Eureka (2007)
- Star Wars: The Clone Wars como Luminara Unduli (2008–2014)
- Green Lantern: First Flight como Carol Ferris (voz) (2009)
- Justice League: Doom como Carol Ferris (voz) (2012)

### Cinema
- Conan the Destroyer (br: Conan, o Destruidor / pt: Conan o Destruidor) (1984)
- Bolero (1984)
- Flying (1986)
- Bullies (1986)
- The Mission...Kill (1987)
- Into the Fire (1988)
- Beyond the Stars (1989)
- Really Weird Tales (1987)
- Crash Course (1988)
- Another Chance (1989)
- The Spirit of '76 (1990)
- Midnight's Child (1992)
- Point of No Return (1993)
- For Love and Glory (1993)
- Bank Robber (1993)
- Wayne's World 2 (1993)
- The Last Good Time (1994)
- Greedy (1994)
- Clean Slate (1994)
- Heisei tanuki gassen pompoko (1994), também conhecido como "Pom Poko"
- The Big Green (1995)
- Kicking & Screaming (1995)
- Live Nude Girls (1995)

- Titanic Explorer (1997) (videogame)
- Dad's Week Off (1997)
- Hacks (1997)
- The Velocity of Gary (1998)
- Soccer Dog: The Movie (1999)
- A Texas Funeral (1999)
- Seven Girlfriends (1999)
- Batman Beyond: The Movie (1999)
- Jonni Nitro (1999)
- It Had to Be You (2000)
- The Enemy (2001)
- The Triangle (2001)
- Tarzan & Jane (2002)
- The Animatrix (2003)
- Matriculated (The Animatrix; br: O Robô Sensível; pt: Matriculado) (2003)
- Imagine Me & You (br: Imagine Eu e Você; pt: Imagina Só...) (2005)
- Medal of Honor: European Assault (2005) (videogame)
- Ultimate Avengers (2006)
- Ultimate Avengers 2: Rise of the Black Panther (2006)
- The Awakening Fire (2008) como narradora
- A Poor Kid's Guide to Success (2008) (completed) como Lisa Mae